# شارل دو فاي
شارل دو فاي (بالفرنسية: Charles François de Cisternay du Fay)‏، (باريس، 14 أيلول / سبتمبر 1698—1739)، كيميائي فرنسي اكتشف في عام 1733م وجود نمطين من الشحنات الكهربائية السكونية
ولاحظ الفرق بين الموصلات والمواد العازلة، واصفا اياها 'الكهرباء' و'غير الكهربائية' لقدرتها على إنتاج الكهرباء والاتصال.. كما اكتشف أن الأجسام المشحونة على حد سواء أن صد بعضهم البعض وذلك على خلاف بين الأجسام attract.He اتهم أيضا دحضت بعض المفاهيم الخاطئة فيما يتعلق الشحنة الكهربائية، مثل أن الدكتور ستيفن غراي الذي يعتقد أن الخصائص الكهربائية للهيئة يتوقف على اللون.وأبلغ ملاحظات على الكهرباء في ورقة مكتوبة في كانون الأول / ديسمبر 1733 وطبع في المجلد 38 من المعاملات الفلسفية للجمعية الملكية في 1734.